# 袋唇兰
袋唇兰（学名：Hylophila nipponica）为兰科袋唇兰属下的一个种。